# Schiedlberg
Schiedlberg är en ort och kommun i Österrike. Den ligger i distriktet Steyr-Land i förbundslandet Oberösterreich, 160 kilometer väster om huvudstaden Wien. 
Kommunen består av sex orter (Ortschaften) (inom parentes invånarantal 1 januari 2024):
- Droißendorf (88)
- Goldberg (127)
- Hilbern (174)
- Matzelsdorf (86)
- Schiedlberg (466)
- Thanstetten (369)